# Patagioenas maculosa
Patagioenas maculosa là một loài chim trong họ Columbidae.